# Reprezentacja Stanów Zjednoczonych w pelocie baskijskiej
Reprezentacja Stanów Zjednoczonych w pelocie baskijskiej – zespół, biorący udział w imieniu USA w meczach i sportowych imprezach międzynarodowych w pelocie baskijskiej, powoływany przez selekcjonera, w którym mogą występować wyłącznie zawodnicy posiadający obywatelstwo Stanów Zjednoczonych. Za jej funkcjonowanie odpowiedzialny jest United States Federation of Pelota, który jest członkiem Międzynarodowej Federacji Peloty Baskijskiej (FIPV).

## Historia
Po raz pierwszy w rozgrywkach Mistrzostw świata w pelocie baskijskiej reprezentacja USA wzięła udział we Francji w 1958 roku. Stany Zjednoczone nie zdobyły żadnego medalu w pierwszym swoim występie na turnieju. Dopiero w 1982 drużyna USA zdobyła swój pierwszy srebrny medal. W 1986 i 2006 dołożyła brązowe medale.

## Udział w turniejach międzynarodowych

### Igrzyska olimpijskie
Zawodnicy USA grali pokazowe mecze na letnich igrzyskach olimpijskich w Meksyku w 1968 roku, jednak nie zdobyły żadnych medali i zostali sklasyfikowane razem z Filipinami na ostatnim 6-7.miejscu.
| Udział w igrzyskach olimpijskich | Udział w igrzyskach olimpijskich | Udział w igrzyskach olimpijskich | Udział w igrzyskach olimpijskich | Udział w igrzyskach olimpijskich | Udział w igrzyskach olimpijskich | Udział w igrzyskach olimpijskich |
| Rok                              | Złoto                            | Srebro                           | Brąz                             | Razem                            | Miejsce                          |                                  |
| -------------------------------- | -------------------------------- | -------------------------------- | -------------------------------- | -------------------------------- | -------------------------------- | -------------------------------- |
| 1900                             | Nie uczestniczyła                | Nie uczestniczyła                | Nie uczestniczyła                | Nie uczestniczyła                | Nie uczestniczyła                |                                  |
| 1924                             | Nie uczestniczyła                | Nie uczestniczyła                | Nie uczestniczyła                | Nie uczestniczyła                | Nie uczestniczyła                |                                  |
| 1968                             | 0                                | 0                                | 0                                | 0                                | 6-7.miejsce                      |                                  |
| 1992                             | Zrezygnowała                     | Zrezygnowała                     | Zrezygnowała                     | Zrezygnowała                     | Zrezygnowała                     |                                  |

Uwaga:
Czcionką kursywą oznaczone zawody w których była dyscypliną pokazową – bez przyznawania tytułów i medali.

### Mistrzostwa świata
Reprezentacja USA 12 razy uczestniczyła w mistrzostwach świata. Najwyższym osiągnięciem jest 6.miejsce na mistrzostwach świata 1982.
| Udział w mistrzostwach świata | Udział w mistrzostwach świata | Udział w mistrzostwach świata |
| Rok                           | Miejsce                       |                               |
| ----------------------------- | ----------------------------- | ----------------------------- |
| 1952                          | Nie uczestniczyła             |                               |
| 1955                          | Nie uczestniczyła             |                               |
| 1958                          | Nie klasyfikowana             |                               |
| 1962                          | Nie klasyfikowana             |                               |
| 1966                          | Nie klasyfikowana             |                               |
| 1970                          | Nie klasyfikowana             |                               |
| 1974                          | Nie klasyfikowana             |                               |
| 1978                          | Nie klasyfikowana             |                               |
| 1982                          | 6.miejsce                     |                               |
| 1986                          | 7.miejsce                     |                               |
| 1990                          | Nie klasyfikowana             |                               |
| 1994                          | Nie klasyfikowana             |                               |
| 1998                          | Nie klasyfikowana             |                               |
| 2002                          | Nie klasyfikowana             |                               |
| 2006                          | 7.miejsce                     |                               |
| 2010                          | Nie klasyfikowana             |                               |
| 2014                          | Nie klasyfikowana             |                               |
| 2018                          | Nie klasyfikowana             |                               |